# Sobín
Sobín – część Pragi. W 2006 zamieszkiwało ją 368 mieszkańców.
Na jej terenie znajduje się Cmentarz Sobínski.